# Гайдученя Олексій Антонович
Олексі́й Анто́нович Гайду́ченя (нар. 19 березня 1923, Армавір, Краснодарський край) — український архітектор, кандидат архітектурних наук — 1967.

## Біографія
Народився в місті Армавір, батько Антон Степанович (1883—1940) — службовець, мати Сидорук Ірина Фомівна (1888–1977) — домогосподарка. Дружина Левченко Галина Миколаївна (1935) — літературний редактор газети «Народна армія».
Закінчив Київський державний художній інститут, архітектурний факультет у 1950 році, архітектор-художник. Кандидатська дисертація — «Підприємства роздрібної торгівлі масового будівництва».
З жовтня 1950 року — у Інституті архітектури споруд Академії архітектури УРСР. У 1952 році — аспірант, Інституту аспірантури Академії архітектури УРСР. З січня 1956 року — у Інституті архітектури споруд Академії будівництва і архітектури УРСР. З жовтня 1964 року — головний спеціаліст відділу житлових і громадських будівель, з квітня 1972 року — завідувач сектору торговельно-побутових будівель КиївЗНДІЕП.
1994–1997 — завідувач сектору нормування та прогнозування, Київського зонального науково-дослідницького і проектного інституту з цивільного будівництва. З березня 1997 року — пенсіонер.
Член Національної спілки архітекторів України з 1959 року. Член містобудради Головного управління архітектури м. Києва (1978–1992).
Почесний член Академії архітектури України (1995). Почесний працівник КиївЗНДІЕПУ (1996). Брав участь у 40 міжнародних, всесоюзних і республіканських конкурсах на найкращий проєкт (25 з них відзначений преміями).

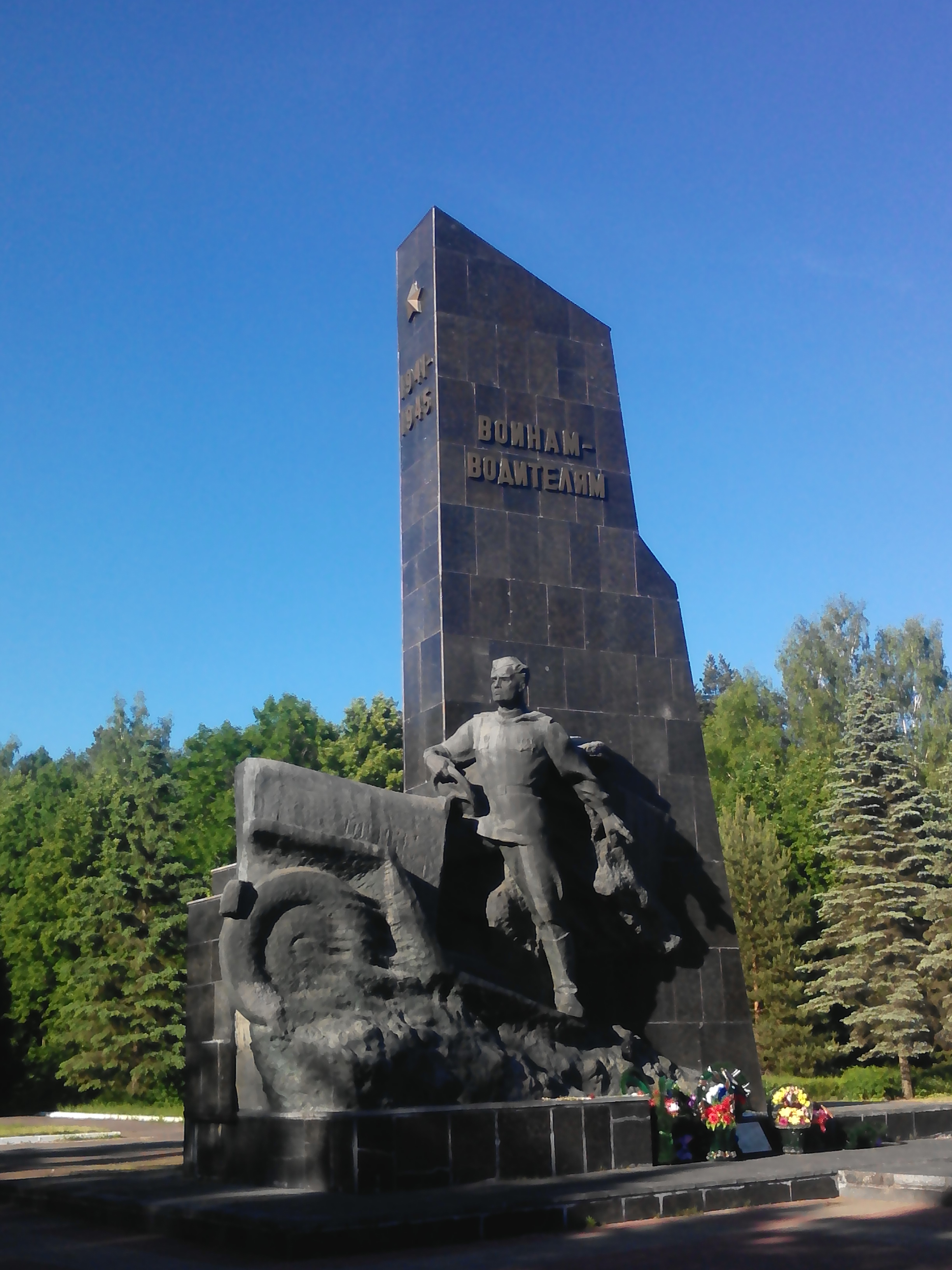
Пам'ятник воїнам-водіям, Брянськ

- Співавтор проектів:
- Пам'ятник Сєргєєву Ф. А. (Артему), Бахмут, Площа Свободи, архітектор, скульптори — Шапран А. А., Декерменджі М. Д. (1959),
- пам'ятника воїнам-водіям[ru] в м. Брянську (1968),
- громадсько-торговельного центру для експериментального будівництва на Московському проспекті у Харкові (1974),
- монументу «Вічної слави» в м. Мелітополі (1979),
- пам'ятника жертвам фашизму в м. Хоролі (1979),
- пам'ятного знаку до 1500-річчя м. Києва у Дарниці (1981),
- проекти на основі актив-системи (1981—1983)
- зонального громадсько-торговельного центру на 20 тис. жителів для міста Києва (1988) та інші.

Будівлі та споруди (співавтор):
- дитяче кафе «Лісова казка» в Києві (1985);
- пам'ятник Т.Шевченку (1968), смт Нова Одеса Миколаївської області;
- пам'ятник Т.Шевченку (1992), Золотоноша Черкаської області,
- Марку Вовчку (1970), Немирів, Вінницької області, скульптор Петро Мовчун.

## Наукові праці
- «Магазини масового будівництва» (1964),
- «Розміщення та планування підприємств роздрібної торгівлі» (1969, співавтор),
- «Динамічна архітектура (основні напрямки розвитку, принципи, методи)» (1970),
- «Магазини (посібник по проектуванню)» (1979, співавтор),
- «Проектування торгових підприємств» (1986, співавтор, зокрема, разом з Вадимом Абизовим).

Співавтор брошур:
- «Методичні рекомендації по розміщенню, планувальній та технологічній організації універсамів» (1975),
- «Рекомендації по розрахунку мережі підприємств культурно-побутового обслуговування житлових утворень на затоплюваних територіях в зоні Білорусі» (1979),
- «Рекомендації по проектуванню будівель-блоків торговельно-побутового призначення» (1980),
- «Методичні рекомендації по напрацюваннях торговельних підприємств з гнучким плануванням» (1983),
- «Рекомендації по проектуванню підприємств та закладів культурно-побутового обслуговування, розміщуваних в нижніх поверхах житлових будинків» (1990).

В співавторстві написав підручник «Динамічна структура: основні напрямки розвитку, принципи, методи», 1983.